# بوثو ألكون
بلدية بوثو ألكون (بالإسبانية: Pozo Alcón) هي بلدية تقع في مقاطعة خاين التابعة لمنطقة أندلوسيا جنوب إسبانيا.

## الديموغرافيا
بلغ عدد سكان بلدية بوثو ألكون 5.378 نسمة عام 2011 (وفقاً للمعهد الوطني للإحصاء الإسباني).
| 6.385 | 5.859 | 5.384 | 5.437 | 5.527 | 5.396 | 5.378 |

## أعلام
- فرانسيسكو غيريرو كارديناس